# タルトゥ大学
タルトゥ大学（タルトゥだいがく、英語: University of Tartu、公用語表記: Tartu Ülikool）は、エストニア タルトゥに本部を置くエストニアの国立大学。1919年創立、1632年大学設置。
ドイツ語旧称(Universität Dorpat)。「タルト大学」と日本語表記されたものもある。

## 沿革
1632年10月15日にスウェーデン国王グスタフ2世アドルフによって発せられた勅書により設立された「アカデミア・グスタヴィアナ」がタルトゥ大学の前身とされる。17世紀半ばのスウェーデン・ロシア間の戦争で大学は活動を停止し、17世紀末にアカデミア・グスタヴィアナ・カロリナとして再興されるが、大北方戦争の中で再び廃止に追い込まれる。スウェーデン時代の大学はバルト・ドイツ人、スウェーデン人が中心であり、学生の中に先住民であるエストニア人は含まれていなかったと考えられている。大北方戦争中にリヴォニア（ラトビア・エストニアを含む地域）はロシアに編入され、リヴォニアへの大学設置運動が何度か行われたものの、開校は難航した。
教育改革に着手したロシア皇帝アレクサンドル1世の治世に大学の設置が決定され、ラトビアのイェルガヴァとの競争を経て1802年12月12日にデルプト（ロシア語によるタルトゥの古称）帝国大学開設勅許状が発せられた。ソビエト連邦時代の一時期までは、アレクサンドル1世によって勅許状が発せられた日が大学の開校年とされていた。デルプト大学は教師陣の多くがバルト・ドイツ人で占められており、ドイツ系大学の系統に連なるデルプト大学にはルター派神学部、ドイツ語による講義、ドイツ風の学生団体といったロシア帝国内の他の大学には無い特徴を有していた。学生もバルト・ドイツ人が主だったが学校はロシア人などの帝国内の諸民族も受け入れ、19世紀半ばからエストニア人、ラトビア人の学生数も増加する。
1880年代から実施されたロシア化政策の影響で大学のドイツ色は薄れて学生は多様な民族で構成されるようになり、『原初年代記』に現れる古称に由来する「ユリエフ大学」と改称された。ロシア人を中心とする新たな教授陣は保守的な空気が流れていた大学に自由主義の気風をもたらし、ロシア第一革命期には他大学に先駆けて女子学生を受け入れる。第一次世界大戦期にタルトゥがドイツ軍によって占領されたとき、大学の教授の多くはロシア南部に退避し、疎開先でヴォロネジ大学を創設した。
1919年12月1日、エストニア臨時政府の首班ヤーン・トニッソンはエストニア語の名前を冠した「タルトゥ大学」の開校を宣言する。タルトゥ大学は伝統的な学部に加えて経済学部、農学部、獣医学部が設けられ、アカデミア・グスタヴィアナの開学以来はじめてエストニア語が教授言語に定められ、民族的・国民的大学としての役割を担う。大学はエストニアを併合したソビエト連邦、第二次世界大戦期にエストニアを占領したナチス・ドイツの影響下に置かれ、ソ連の支配下では厳しい統制下に置かれる。ソ連時代にも大学のリベラルな気風は残り、ユーリ・ロトマンの指導下で記号論研究を発展させた。
1991年のリトアニア独立後は大学改革に取り組み、欧州連合のTEMPUSプログラムの支援を受けて社会主義国家時代の教育体制からの脱却を図った。1999年にエストニア政府はボローニャ協定に調印し、タルトゥ大学はボローニャ・プロセスが掲げる制度改革、知的基盤の整備に取り組んでいる。

## キャンパス
- 講堂―19世紀に、フランツ・リストやロベルト・シューマンによる演奏会が開かれた[3]。

## 著名な卒業生
- フリードリッヒ・フォン・シュトルーベ - シュトルーヴェの測地弧を構築した天文学者
- ヴィルヘルム・オストヴァルト - ノーベル化学賞を受賞した化学者
- カール・ビュッヒャー - 経済学者
- シーム・カラス - 経済学者・政治家
- ハインリヒ・レンツ - 物理学者
- ユハン・パルツ - 政治家
- オスヴァルト・シュミーデベルク - 薬理学教授
- ヤーン・ポスカ - 政治家
- カヤ・カッラス - 政治家、首相。